# Pouni (département)
Pour les articles homonymes, voir Pouni.
Pouni est un département et une commune rurale du Burkina Faso, situé dans la province du Sanguié et la région du Centre-Ouest. En 2012, le département comptait 39 236 habitants.

## Villages
Le département se compose du chef-lieu (populations actualisées en 2012) :
- Pouni (1 702 habitants)

et de 20 autres villages :
- Baganapoun (2 412 habitants)
- Bandéo (547 habitants)
- Bandéo-Naponé (2 501 habitants)
- Édié (1 361 habitants)
- Élinga (993 habitants)
- Gado (604 habitants)
- Karbolé (480 habitants)
- Lilbouré (1 102 habitants)
- Naboua (1 503 habitants)
- Nadoulou (733 habitants)
- Naton (1 984 habitants)
- Pousma (842 habitants)
- Tambouassa (1 302 habitants)
- Tiékouyou (1 151 habitants)
- Tita (7 295 habitants)
- Tita-Naponé (2 824 habitants)
- Tiyellé (3 134 habitants)
- Valiou (2 454 habitants)
- Villy (3 087 habitants)
- Villy-Bongo (1 225 habitants)

## Jumelage
Pouni a signé un pacte amitié avec la ville de Saint-Rémy 71 (Saône et Loire) en France.

## Personnalités
Pouni est la ville natale de Luc Tiao, ancien premier ministre du Burkina-Faso. Parmi les autres hommes connus de cette petite ville :
- Badembié Pierre Claver Nezien, Lieutenant-Colonel, Ministre de l'intérieur et de la sécurité abattu lors d'un coup d'État en 1982.
- Nebié Bernard
- Tiao Charles, ancien ministre
- Dr Gué Beli Étienne, ancien député
- Ido Batia Dominique, ancien premier maire de Pouni.
- Ido Babou Jean-Pierre, président de l'AMA organisateur du Festival des masques, ainsi qu'ancien maire d'une commune de Ouagadougou.
- Nézien Ima, ancien directeur général adjoint de la BIB.

## Culture
C'était la première ville à organiser un Festival de masques tous les deux ans très connu et apprécié par les touristes, malgré la chaleur car il se déroule en mars à la fin du Festival panafricain du cinéma et de la télévision de Ouagadougou (FESPACO).